# Hella Eckert
Hella Eckert (* 17. Januar 1948 in Bremen) ist eine
deutsche Schriftstellerin.

## Biografie
Eckert studierte Germanistik und Anglistik in Heidelberg. Seit 1998 ist sie freie Schriftstellerin. Sie lebte in Nairobi, danach im südfranzösischen Les Mazes, in Berlin und Córdoba, Argentinien. Anfang 2007 kehrte sie in ihre Geburtsstadt Bremen zurück.
Sie hat drei Kinder.
Eckert, die Anfang der Achtzigerjahre mit dem Schreiben begann, ist Autorin von Romanen, in denen die Entwicklung junger Mädchen und ihrer Familien während der frühen Jahre der Bundesrepublik  geschildert wird. Ihre Texte, die von amerikanischen Autoren wie Carson McCullers und Richard Ford beeinflusst sind, zeichnen sich durch beachtliche Stilsicherheit und überzeugende Wiedergabe der Zeitatmosphäre aus.
Eckert erhielt neben einigen Literaturstipendien 1998 den Rheingau Literatur Preis.

## Werke
- Big John, Hamburg 1993
- Hanomag, München 1998
- Da hängt mein Kleid, München 2003, ISBN 3-630-87144-5
- Sugarbaby, Heidelberg 2015, ISBN 978-3-945424-23-0